# Vorzimmer zur Hölle
Vorzimmer zur Hölle ist eine deutsche Filmkomödie von ZDF Enterprises. Das Buch stammt von Christian Pfannenschmidt, Regie führte Michael Keusch. Die erste Folge wurde vom ZDF am 29. April 2009 ausgestrahlt, die beiden weiteren Teile folgten am 3. April 2011 und am 25. April 2013. Danach wiederholte Romance TV kontinuierlich die Miniserie. Zum Jahreswechsel 2020/2021 war sie bei 3sat zu sehen.

## Handlung
Protagonistin der Serie ist Julia „Jule“ Engelhardt (Henriette Richter-Röhl), die am Empfang eines Kosmetikkonzerns arbeitet. Eines Tages wird sie Zeugin, wie Annedore Zimmermann (Eleonore Weisgerber), die langjährige Sekretärin des hochnäsigen Vorstandsvorsitzenden Dr. Phillip Richter (Andreas Pietschmann), mit einem Herzinfarkt zusammenbricht. Geistesgegenwärtig rettet sie der Frau das Leben und wird zum Dank als ihre Aushilfe empfohlen. Jules Start im Vorzimmer des Vorstandsvorsitzenden gleicht einer Katastrophe, dass sie kurzum wieder als Rezeptionistin zurück in die zugige Halle geschickt wird. Sie kann Dr. Richter jedoch überzeugen und bekommt eine zweite Chance.
Dass Dr. Richter dann auch noch ihr Freund ist, muss verheimlicht werden. Zudem hat der zwielichtige Investmentbanker Earl G. Kennel (Thomas Balou Martin) die Mehrheit am Kosmetikkornzern erworben und es drohen große Veränderungen für die Belegschaft. Erst als alle Arbeitsplätze bedroht scheinen und Dr. Richter entlassen wird, verbünden sich Jule, Topp-Tippse Kim Kerner (Ivonne Schönherr) und Ex-Chefsekretärin Annedore Zimmermann zu einem unschlagbar erfolgreichen Triumvirat.
Jule hat eine geniale Idee für eine neue Kosmetiklinie, die Dr. Richter sie einfach nicht umsetzen lässt. Da kommt es gerade recht, dass Firmeneignerin Frieda Winter (Gila von Weitershausen) einen radikalen Schritt beschließt: Die Mitarbeiter ihrer Firma sollen die Rollen tauschen. Aber Jule unterschätzt die dunklen Seiten der Macht, und bald steht neben ihrer Kosmetiklinie auch ihre Beziehung auf dem Spiel.

## Besetzung
| Rollenname                | Schauspieler           | Episoden |
| ------------------------- | ---------------------- | -------- |
| Juliana „Jule“ Engelhardt | Henriette Richter-Röhl | 1–3      |
| Dr. Phillip Richter       | Andreas Pietschmann    | 1–3      |
| Kim Kerner                | Ivonne Schönherr       | 1–3      |
| Annedore Zimmermann       | Eleonore Weisgerber    | 1–3      |
| Frieda Winter             | Heidelinde Weis        | 1–2      |
| Frieda Winter             | Gila von Weitershausen | 3        |
| Frank Luckowitz           | Nils Buschmann         | 1–3      |
| Jens Hellmann             | Andreas Guenther       | 1–3      |
| Earl G. Kennel            | Thomas Balou Martin    | 1–2      |
| Ascan Borg                | Gregor Bloéb           | 1        |
| Malte Richter             | Nicolas Rattunde       | 1        |
| Elke Richter              | Beate Maes             | 1        |
| Carsten Dolder            | Dirk Martens           | 2–3      |
| Martin                    | Alexander Metelmann    | 2–3      |
| Biene Bimstein            | Elzemarieke de Vos     | 1–3      |
| Veit Fuchs                | Hansa Czypionka        | 2        |
| Malte Richter             | Finn Julius Adam       | 2        |
| Krankenschwester          | Dagmar Sachse          | 2        |
| Dr. Anton Brandl          | Simon Böer             | 3        |
| Tina Lindner              | Leslie-Vanessa Lill    | 3        |
| Carmen Rix                | Theresa Underberg      | 3        |

## Episodenliste
| Nr. | Originaltitel                        | Erstausstrahlung | Regie          | Drehbuch                                 |
| --- | ------------------------------------ | ---------------- | -------------- | ---------------------------------------- |
| 1 | Vorzimmer zur Hölle                  | 29. Apr. 2009    | John Delbridge | Christian Pfannenschmidt, Carolin Haasis |
| Nach ihrem abgebrochenen Medizinstudium arbeitet Juliane Engelhardt am Empfang eines Kosmetikkonzerns. Als die Sekretärin des Vorstandsvorsitzenden mit einem Herzinfarkt zusammenbricht, rettet Jule ihr geistesgegenwärtig das Leben und darf zum Dank ihre Position einnehmen. Tollpatschig und unerfahren, soll sie wieder als Rezeptionistin arbeiten. Sie bekommt aber eine zweite Chance. |                                      |                  |                |                                          |
| 2 | Vorzimmer zur Hölle – Streng geheim! | 3. Apr. 2011     | Michael Keusch | Christian Pfannenschmidt                 |
| Jules Chef ist jetzt auch noch ihr Freund und dieser muss sich in einer Sitzung den neuen Besitzverhältnissen der Firma stellen. Es drohen große Veränderungen für die Belegschaft. Erst als alle Arbeitsplätze bedroht scheinen und Philip Richter entlassen wird, verbünden sich Jule Engelhardt, Kim Kerner und Annedore Zimmermann zu einem unschlagbar erfolgreichen Triumvirat.            |                                      |                  |                |                                          |
| 3 | Vorzimmer zur Hölle – Plötzlich Boss | 25. Apr. 2013    | Michael Keusch | Christian Pfannenschmidt                 |
| Jule hat eine geniale Idee für eine neue Kosmetiklinie, die Phillip sie einfach nicht umsetzen lässt. Da kommt es gerade recht, dass Firmeneignerin Frieda Winter einen radikalen Schritt beschließt: Die Mitarbeiter ihrer Firma sollen die Rollen tauschen. Aber Jule unterschätzt die dunklen Seiten der Macht, und bald steht neben ihrer Kosmetiklinie auch ihre Beziehung auf dem Spiel.   |                                      |                  |                |                                          |